# Zoljevo
Zoljevo (cyr. Зољево) – wieś w Serbii, w okręgu jablanickim, w mieście Leskovac. W 2011 roku liczyła 225 mieszkańców.